# Svepkläder

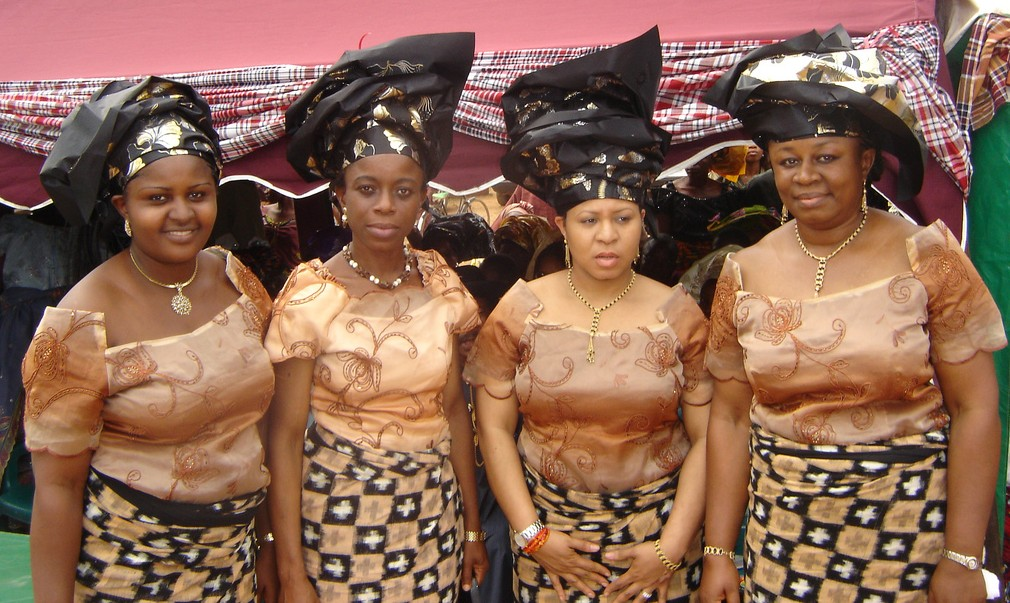
En grupp nigerianska kvinnor som bär en blus och omslagsset med Gele.

Svepkläder, även känt som "lappa" eller "pagne", är ett färgrikt plagg som vanligen bärs i Västafrika av både män och kvinnor. Det finns både formella och informella versioner av detta plagg, vilket kan variera från enkla, draperade kläder till helt skräddarsydda ensembler. Grad av formalitet för klädseln beror på det tyg som används för att skapa eller designa det.

## Västafrikansk kaftan/boubou
I Västafrika är en kaftan eller "boubou" en vanlig klädsel för kvinnor. På franska kallas detta plagg för "boubou", uttalat "boo-boo". Boubou är den traditionella klädseln för kvinnor i många västafrikanska länder, inklusive Senegal, Mali och andra länder på kontinenten. Boubou kan vara både formell och informell klädsel. Grad av formalitet för kaftanen beror på det tyg som används för att skapa eller designa den.

## Yoruba iro
I Yorubaland, Nigeria, kallas vanligtvis omslaget för "iro" på Yoruba-språket, uttalas "i-roh". Den bokstavliga översättningen är "handlingen att slå in." Svepkläderna bärs vanligtvis tillsammans med en matchande huvudduk eller huvudslips som kallas "gele" på Yoruba, uttalas "geh-leh". En hel ensemble består av tre delar: en blus, kallad "buba", uttalas "boo-bah", iro och en huvudduk som kallas "head tie" på engelska och "gele" på Yoruba. Den bärs också ofta med en axelduk som heter "Ipele". Traditionell manlig klädsel kallas "agbada". En svepklädsel kräver meter av högkvalitativt tyg.

## Pagne
Pagne beskriver en specifik snitt (två gånger sex yards) och typ (enkel- eller dubbelsidig "vax"-tryck) av skräddarsydd bomullstextil, särskilt i den fransktalande delen av Väst- och Centralafrika. Det är mycket populärt i stora delar av tropiska Afrika och användningen samt mönstret av pagneytan kan användas för att förmedla olika sociala, ekonomiska - och ibland till och med politiska - budskap från bäraren. Det liknar Khanga, Kikoy eller Chitenge i östra och södra Afrika, även om det är särskiljande i storlek, förväntat mönster och användning.
Från pagneytan kan en mängd olika plagg skapas (boubou, klänningar eller kostymer i västerländsk stil) eller så kan den användas rå som huvudduk, kjol eller knytas som en bärsele för barn eller varor. Ordet "pagne", troligtvis härlett från latinets "pannum", var en term introducerad av köpmän från 1500-talet och antogs av flera afrikanska samhällen för att identifiera ofta redan existerande textilier eller plagg som skiljer sig från ett enkelt tyg. Den portugisiska termen för tyg, "pano", har blivit den franska "pagne" (omslag), holländska "paan" och andra. Ursprungligen verkar det ha refererat till östasiatiska textilier som handlades i Öst- och Västafrika, innan det blev en term för en specifik längd (en yard, senare två gånger sex yards) av kommersiellt tryckt tyg som såldes i kustnära Västafrika.

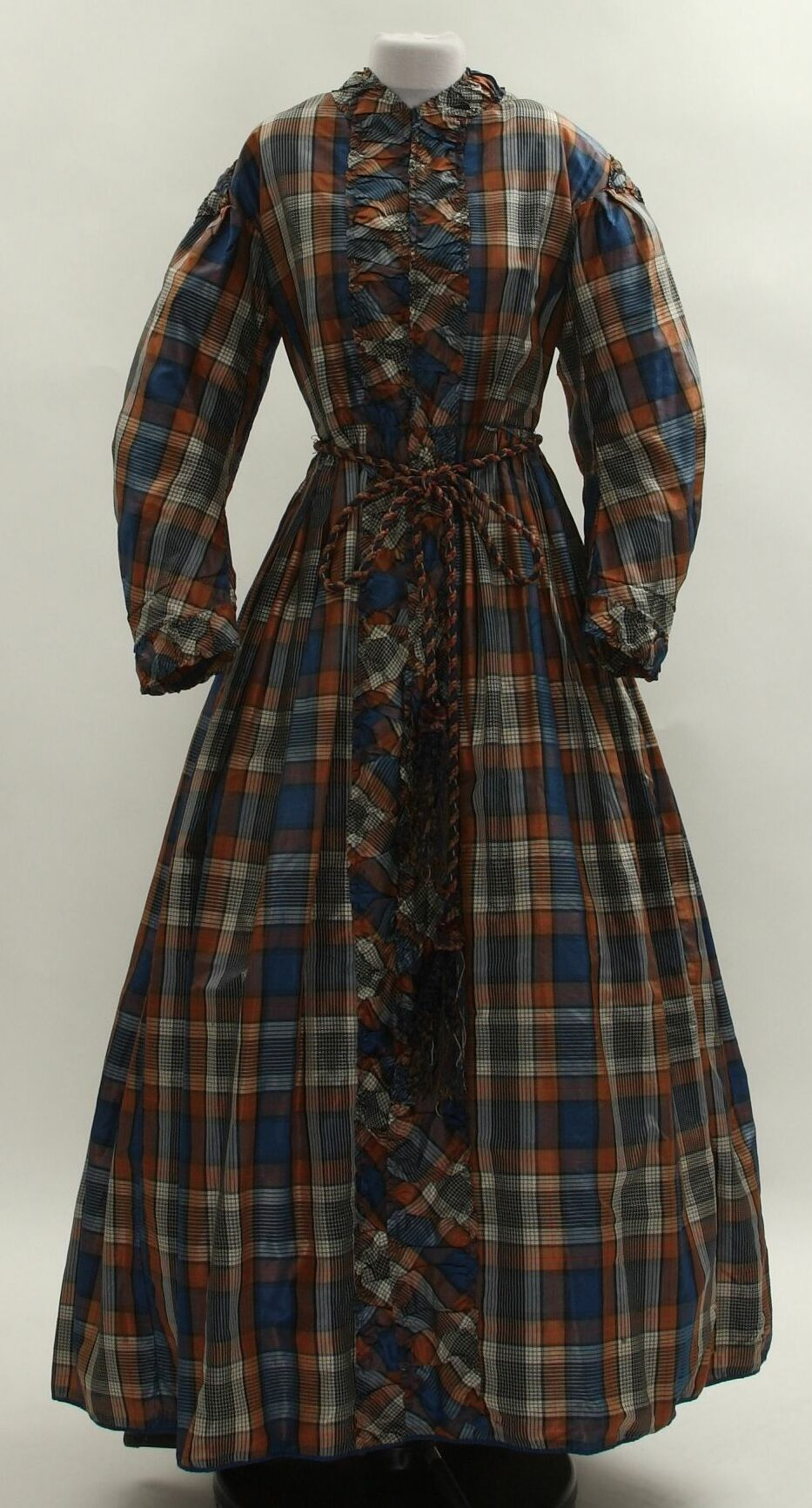
Rutig svepklädsel i siden (västerländskt)

## I väst
I Storbritannien och Nordamerika är "svepkläder" också en äldre term för ett informellt husplagg. Idag används istället ord som "husrock" och "badrock" (USA) eller "morgonrock" (UK).

## Informella tyger

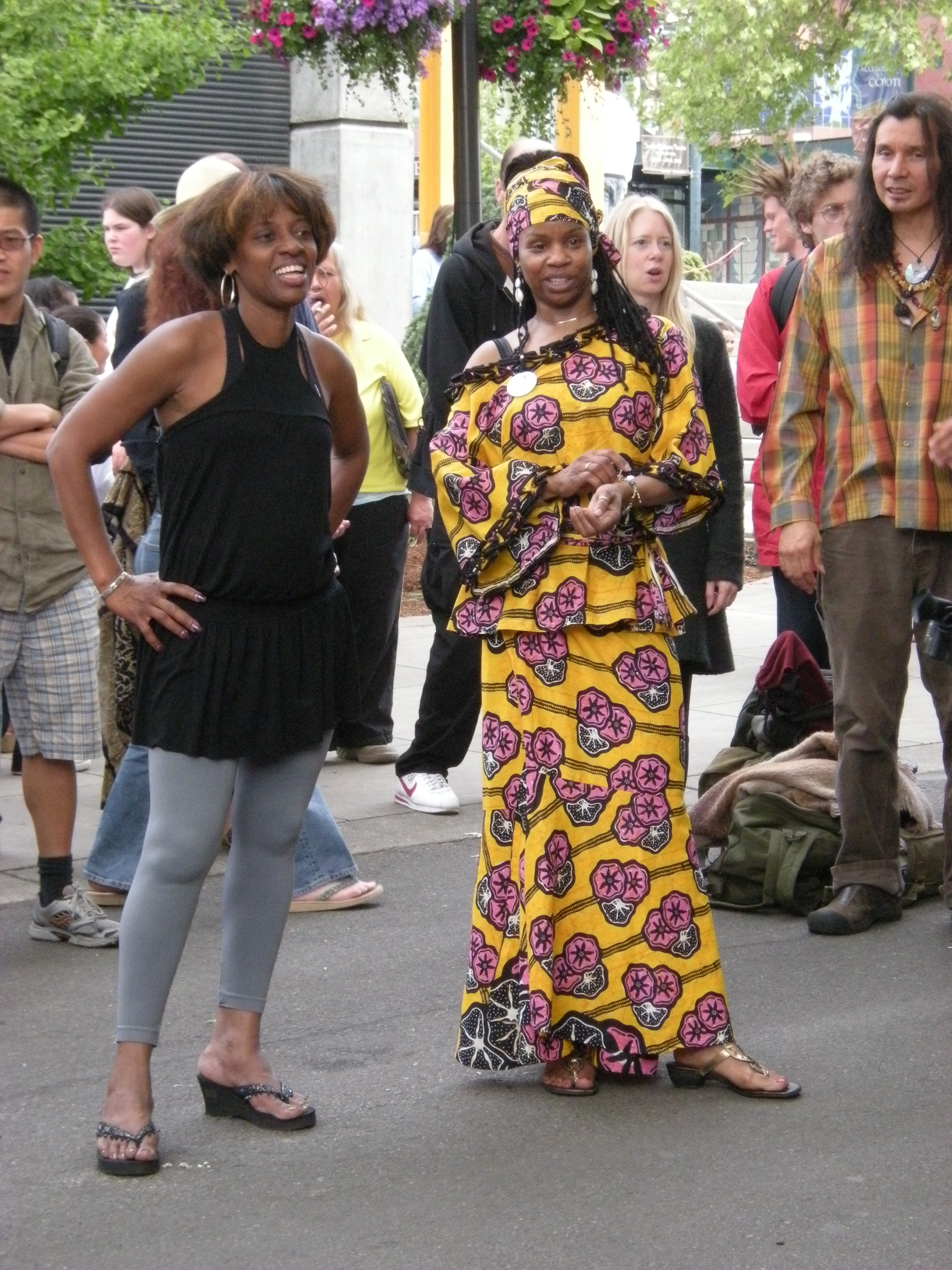
En kvinna som bär en blus och kjol, höger.

- Batik - skapas med varmt vax och färgämne.
- Snyggt tryck - skapas genom att trycka mönster på tyg. Till skillnad från dyra vaxtryck är designen tryckt på ena sidan av bomullstyget. Fina tryck tillverkas i Europa, Indien och Västafrika. Det mest populära snygga trycket är känt som det traditionella trycket.
- Kente - traditionellt vävt av män. Kente är en informell vävnad för alla som inte tillhör Akan-folket. För Akans och många andra är kente en formell duk.
- Mudcloth - skapas genom att göra lerritningar på bomull.
- Tie-dye - tillverkas genom att binda och motstå bomull och sedan doppa den i färg. I Nigeria är tie-dye känt som adire tyg.

## Formella tyger
- Aso Oke-tyg - Vävt av män, se Yorubafolket.
- Bomullsbrokad - det mesta av brokad tillverkas i Guinea. Brokad är ett glänsande och polerat bomullstyg.
- George tyg - George tyg har sitt ursprung i Indien, där det användes för att göra saris. Tyget blev populärt bland afrikanska kungliga och adliga familjer. Ijaw-folket latex clothing är kända för sina George-omslag.
- Spets - även känd som shain-shain tyg.
- Linne - linne kaftans är en formell stil.
- Satin - satintyger är lämpliga för högtidskläder.
- Afrikanska vaxtryck - traditionella tyger i Afrika. De flesta av dem är tryckta i Västafrika och Kina. Vissa afrikanska vaxavtryck görs i Nederländerna, känd som holländskt vax. Förr i tiden tillverkades dessa även i Storbritannien. I ett vaxtryck trycks mönstret eller designen på båda sidor av bomullstyget. Vaxtryck är dyrare än snygga tryck. Kända tillverkare är Vlisco i Nederländerna, Akosombo Textiles Limited i Ghana och Hitarget i Kina. Vissa mindre företag producerar fortfarande äkta afrikanska vaxtryck. Ett välkänt varumärke är ABC Wax från Manchester, Storbritannien. Idag är ABC Wax en del av Akosombo Textiles Limited och trycks i Ghana. Det finns många företag i Afrika och Kina som använder vaxtrycksdesignen för liknande utseende och mycket billigare snygga textilier.
- Adire: En klädsel av Yoruba-folket.

## Bröllopskläder

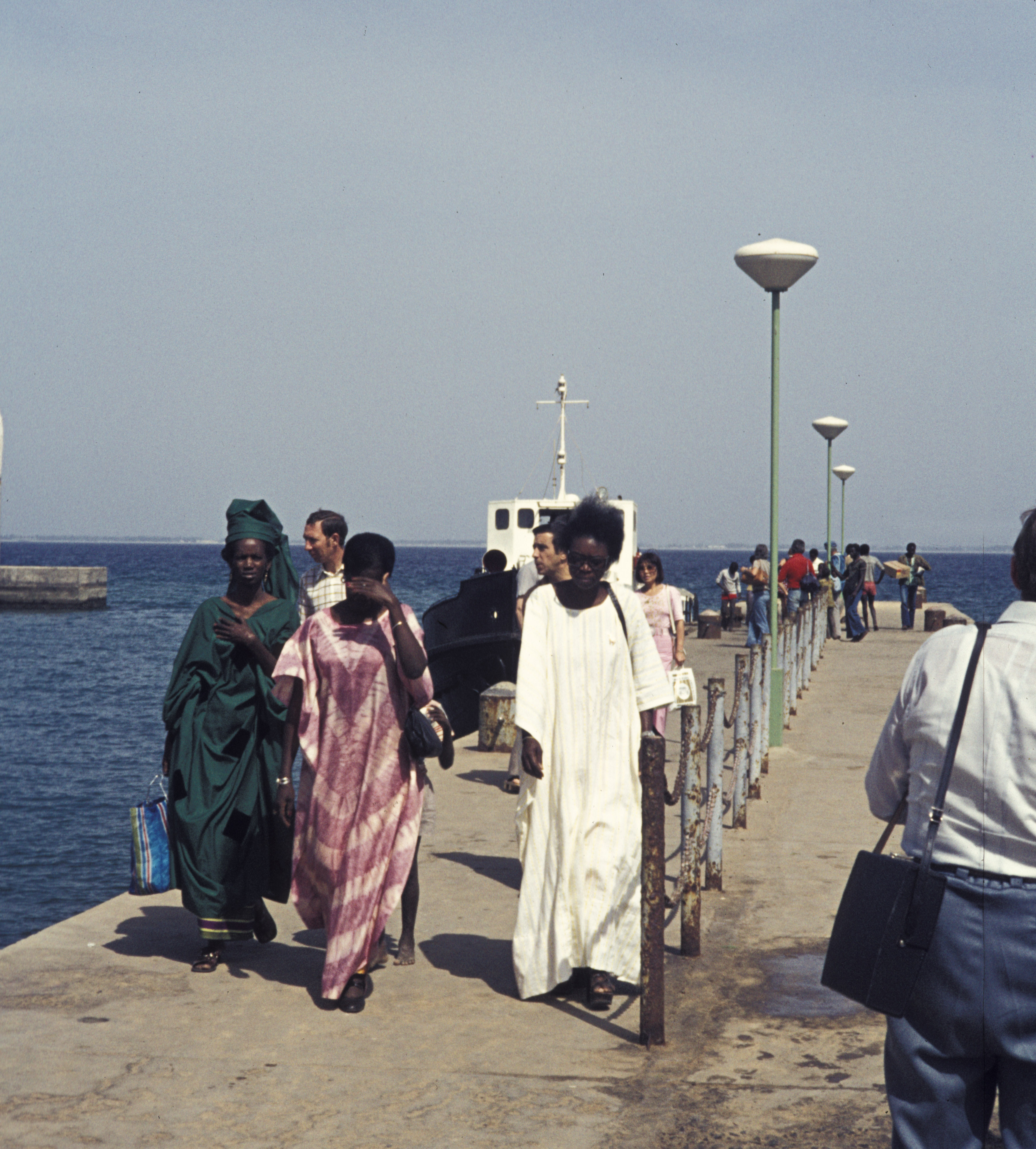
En grupp kvinnor som bär kaftans, även känd som boubous, i Senegal, Västafrika 1974.

Kaftanen bärs alltid med huvudduk eller halsband. Under en bröllopsceremoni har brudens kaftan samma färg som brudgummens dashiki. Den traditionella färgen för västafrikanska bröllop är vit. Den mest populära icke-traditionella färgen är lila eller lavendel, färgen på afrikanska kungligheter. Blått, kärlekens färg, är också en vanlig icke-traditionell färg. De flesta kvinnor bär svarta kaftaner på begravningar. Men i vissa delar av Ghana och USA bär vissa kvinnor svartvita tryck, eller svart och rött. Kaftanen är den populäraste klädseln för kvinnor av afrikansk härkomst i hela den afrikanska diasporan. Afro- och afroamerikanska kvinnor bär ett brett utbud av klänningar och kjoluppsättningar gjorda av formella tyger som högtidskläder. Dock är kaftan och omslag de två traditionella valen. Det är inte ovanligt att en kvinna bär en vit brudklänning när brudgummen bär afrikansk klädsel. I USA bär afroamerikanska kvinnor boubou för speciella tillfällen. Kaftan eller boubou bärs vid bröllop, begravningar, examen och Kwanzaa-firande.
Herrocken kallas även för boubou, se senegalesisk kaftan för ytterligare information.

## Buba
En buba (uttalas boo-bah) är en topp eller blus. Buba är ett ord på yoruba som betyder överkläder. För kvinnor bärs buba tillsammans med iro (svepkläder) och gele (huvudband). För män bärs den med sokoto (byxor) och fila (hatt). Uppsättningen buba, sokoto/iro och fila/gele är den traditionella dräkten för Yoruba-folket i sydvästra Nigeria och andra regioner i Yorubaland.